# Дубин, Мордехай
Мордехай Дубин (латыш. Mordehajs Dubins; 1 января 1889, Рига, Российская империя — 16 сентября 1957, Тула, СССР) — еврейский общественный и политический деятель, член латвийского Учредительного собрания и Сейма от «Агудат Исраэль» (1920—1934) и глава еврейской общины Латвии до 1940, когда Латвия была присоединена к СССР.
В 1928 г. избран депутатом Рижской думы.
Благодаря его ходатайству был освобожден из тюрьмы любавический ребе Йосеф Ицхак Шнеерсон и выслан в Латвию, где получил гражданство. Способствовал смягчению антиеврейских мер при диктатуре Карлиса Ульманиса, которого знал лично.

29 февраля 1948 арестован как «участник антисоветской националистической организации». Из обвинительного заключения: 
«После установления в Латвии советской власти занимался организацией нелегальной переброски еврейской буржуазии за границу и распространял клеветнические измышления о советской власти; поддерживал преступную связь с враждебно настроенными евреями, подстрекая их к бегству за границу».
Виновным себя не признал. 16 октября 1948 года приговорен к 10 годам тюремного заключения. Срок отбывал в Бутырской тюрьме. В 1951 году заболел в тюрьме и заключением судебно-психиатрической экспертизы признан душевнобольным. 12 января 1952 года отправлен «на принудительное лечение в соединении с изоляцией» в Тульскую психиатрическую больницу, где в 1957 году скончался. Его останки позднее были перенесены на еврейское кладбище в посёлок Малаховка под Москвой.
Единственный сын Залман погиб в нацистском концлагере, жена Фейга (Фаня) и невестка Эдита (в девичестве Паппенхайм) погибли в рижском гетто.
Российский сценарист и драматург Валентин Азерников (по собственному утверждению) является внучатым племянником Мордехая Дубина (внук родной сестры, проживавшей в Москве).